# Şehzade Mehmed Ertuğrul
Şehzade Mehmed Ertuğrul Efendi (turco ottomano: شہزادہ محمد ارطغرل; Istanbul, 5 novembre 1912 – Il Cairo, 2 luglio 1944) è stato un principe ottomano, figlio del sultano Mehmed VI e della sua seconda consorte Müveddet Kadın.

## Origini
Şehzade Mehmed Ertuğrul nacque il 5 novembre 1912 a Istanbul, a Villa Çengelköy. Era figlio di Şehzade Mehmed Vahdeddinin (il futuro sultano ottomano Mehmed VI) e della sua seconda consorte Müveddet Kadın. Per suo padre era il quarto e ultimogenito e unico maschio, dopo tre figlie avute dalla Prima Consorte Nazikeda Kadın.
Venne istruito privatamente da Kaymakam Emin Bey, letterato di rilievo alla scuola imperiale.

## Esilio
Nel 1922 Mehmed VI, salito al trono nel 1918, venne deposto ed esiliato a seguito dell'abolizione del Sultanato. Gli fu permesso portare con sé solo il figlio Ertuğrul, di dieci anni, mentre gli altri membri della sua famiglia, fra cui la madre di Ertuğrul, Müveddet Kadın, poterono raggiungerli solo nel 1924, quando fu decretata l'espulsione per l'intera dinastia ottomana.
Vissero a Sanremo, in Italia, fino alla morte di Mehmed nel 1926. A quel punto, Ertuğrul fu mandato in Francia per vivere con la sorellastra Sabiha Sultan e suo marito, Şehzade Ömer Faruk. I due lo iscrissero a un collegio di Grasse, dove studiò per diversi anni.
Sua madre Müveddet si trasferì invece in Egitto, dove si risposò e infine ottenne il permesso di rientrare a Istanbul. Ertuğrul visse il secondo matrimonio della madre e il suo rimpatrio come un tradimento e un abbandono e si rifiutò di vederla mai più.
Finiti gli studi, si trasferì a Il Cairo, dove divenne membro del Maadi Sporting Club. La sua abitudine di tendere imboscate scherzose agli altri membri del club finirono per valergli una sospensione di un mese.

## Morte
Şehzade Mehmed Ertuğrul morì proprio nel Club il 2 luglio 1944, a trentun'anni. Accusò un malore durante una partita a tennis, morendo poche ore dopo senza che fosse individuata una causa specifica. Venne sepolto nel mausoleo Abbas Hilmi Pasha, a Il Cairo.
Non si era sposato, né aveva avuto figli.
La sua morte improvvisa devastò sua madre, che cadde in una profonda depressione da cui non si riprese più.